# Горм Старий
Горм Старий (між 900 та 910 —958) — король Данії у 948–958 роках. Мав прізвисько «Леге», тобто ледачий. Воно пов'язано з тим, що сам король зрідка вирушав у походи, здебільшого цим займалися його сини.

## Життєпис

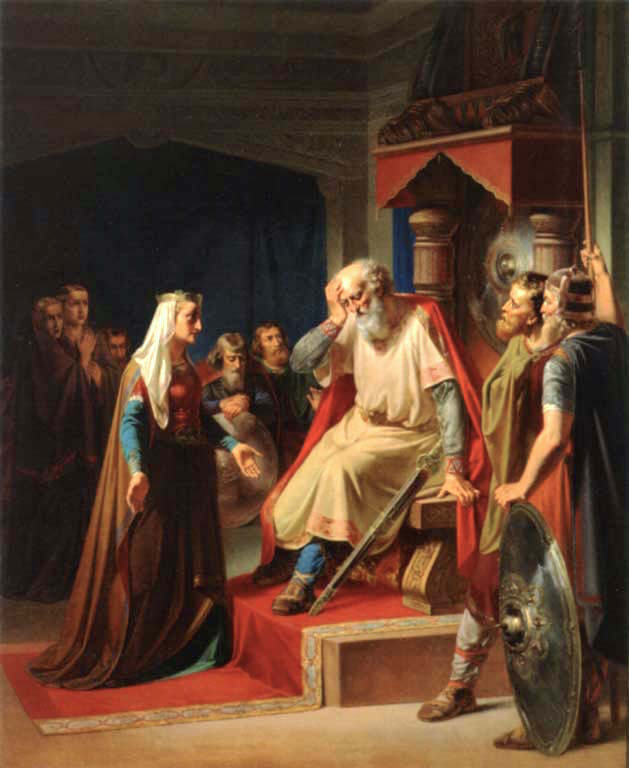
Король Горм Старий отримує звістку про смерть свого сина Кнута. Художник: Август Томсен.

Походив з династії Кнютлінгів. Син Кнуда I, короля Данії. Ймовірно ще за життя батька допомагав йому в управлінні. Особливо під час війни у 936 році зі Східно-Франкським королівством.
Приблизно у 948 році, по смерті Кнуда I, посів данський трон. Незабаром був змушений визнати залежність від Східно-Франкського королівства. Проте ця залежність була формальною. За володарювання Горма посилився вплив християнства в країні, втім той залишався поганином.
У зовнішній політиці зосередився на приєднанні Ютландії та земель на території сучасного Шлезвігу. Під час одного з таких походів загинув його старший син Кнуд. Втім наприкінці життя Горму вдалося підкорити більшу частину Ютландії.

## Родина
Одружився з Тірою Данебод, донькою одного з володарів південної Ютландії. За іншою версією, вона була донькою Етельреда, короля Вессекса.
Діти:
- Кнуд
- Гаральд
- Гуннгільда